# Ким Данъ Я
Ким Данъ Я (Ким Даня, кор. 김단야?, 金丹冶?; наст. имя Ким Тэ Ён кор. 김태연?, 金泰淵? ; 16 января 1901 (по др. данным 1899),  Северная Кёнсан, Корейская империя — 13 февраля 1938, СССР) — деятель корейского коммунистического движения.

## Биография
Родился 16 января 1901 на юге Кореи в середняцкой семье. Отец был врачом (специалистом по акупунктуре), но деквалифицирован после аннексий Кореи Японией в 1910 году и остался крестьянином.
В 1914 окончил сельскую школу в родной деревне и в марте 1915 поступил в среднюю школу в г. Тайку, созданную американскими миссионерами-пресвитерианами, но в декабре 1916 был исключен из неё как один из организаторов студенческой забастовки, направленной сначала против жестокого преподавателя-японца, а затем против директора школы, американского пастора. Вступив на этой почве в конфликт с дедом, который до этого содержал его, и в январе 1917 решил поехать в Японию и учиться там за счет японцев. Проучился полгода в Токио в школе английского языка, попутно подрабатывая доставщика молока, газетчиком и продавцом конфет за небольшой заработок для своей вечерней школы. В августе 1917 вернулся в Корею и в сентябре поступил в среднюю школу в Сеуле. Во время учёбы в средней школе хотел стать писателем и интересовался литературой, философией и социологией, находился под влиянием теории об эволюции Дарвина и теории Фридриха Ницше, писал короткие рассказы и поэмы в духе национального содержания.
С января 1919 начал заниматься революционной деятельностью, выступил перед студентами с призывами к национальной независимости, размножал и распространял прокламации корейских студентов в Токио, действовал организатором подпольного всесеульского студенческого комитета, связанного с центром по подготовке мартовского восстания. После Первого марта организовал подпольную газету «Моктак» (Деревянный колокол). В середине марта был направлен в родную провинцию, где после организации демонстраций в двух местностях был арестован японской полицией и через три месяца осуждён на 90 ударов вместо трехмесячного тюремного заключения ввиду несовершеннолетия. Вернувшись в Сеул, вошёл в составе подпольной организации «Кайчектан» (Лига копающих пути) и работал агитатором-пропагандистом в двух южных провинциях, собирал средства от сочувствующих богатых корейцев, вербовал молодых добровольцев и посылал их в военную школу в Маньчжурию, организованную корейскими партизанами. В декабре 1919 в связи с провалом одной из местных организаций в Хейчене был вынужден бежать за границу.
25 декабря 1919 прибыл в Шанхай, но вскоре разочаровался во Временном правительстве Корейской республики и в середине января 1920 поехал в Кантон, где состоял в военной школе для корейских революционеров, созданной кантонском правительством Сунь Ятсена, но в результате противодействия сторонников Чен Сяокоя в мае 1920 года вернулся в Шанхай, где связался с корейцами, приехавшими из Советской России и начал изучать социалистическую литературу, с одной стороны, и китайский и английский языки — с другой.
19 марта 1921 Ким Данъ Я с соратниками организовал первую комсомольскую организацию в Шанхае среди корейцев. Ким Данъ Я был избран в члены исполкома и работал ответственным редактором печатного органа организации «Красная фигура», а сентябре был избран секретарём этой организации. В октябре 1921, после того как корейская компартия была признана Коминтерном как секция последнего, был принят в члены ККП («Иркутская группа») без кандидатского стажа.
В конце октября 1921 Ким Данъ Я был избран делегатом на конгресс коммунистических и революционных партий Дальнего Востока и на конгресс молодёжи, которые были созваны в январе 1922 года в Москве. В обоих конгрессах принимал участие как член президиума, встречался с В.И. Лениным в его кабинете в Кремле. В марте 1922 назначен членом центрального бюро корейского комсомола Дальбюро Исполкома КИМ и нелегально вернулся в Корею, но в апреле 1922 был арестован японской полицией и был осуждён на полтора года тюремного заключения по обвинению в пропаганде коммунизма (первый приговор такого рода в Корее). Был освобождён лишь в конце января 1924 года.
В марте 1924 вновь назначен членом ЦБ корейского комсомола и работал заведующим агитпропом и ответственным редактором печатного органа «Возрождение молодежи», легально издававшегося в Токио. В апреле 1924 на учредительном конгрессе Национальной федерации молодежи в Корее (легальной организации) избран в члены её исполкома. С августа 1924 по директиве партгруппы и комсомола поступил работать в популярную газету «Чосон ильбо» в целях пропаганды и информации массовых движений рабочих и крестьян. Выступал с докладами, с лекциями на массовых собраниях и митингах, ездил по городам и был командирован от имени газеты или от имени представителя федерация молодежи на места забастовок и крестьянских конфликтов, параллельно ведя нелегальную работу по связи с партийными и комсомольскими организациями. В конце 1924 вызван Дальбюро ИККИ в Шанхай для доклада о работе партии и комсомола. В сентябре 1925 газета «Чосон ильбо» была временно была закрыта, а Ким Данъ Я был уволен из неё по приказу генерал-губернатора Кореи.
С конца 1925 участвовал подготовку к учредительному съезда Корейской компартии и комсомола, а также проводившихся в качестве легального прикрытия конгресса журналистов по линии трёх корейских газет и национального конгресса массовых организаций Кореи (рабочих, крестьянских, молодёжных, женских, идеологических и бойников). В ночь на 18 апреля конгресс компартии и комсомола были успешно проведены (Ким Данъ Я был избран в члены ЦК КСМК и введён в состав ЦК ККП), а вечером 19 апреля участвовал в первой в Корее политической демонстрации с красными флагами на сеульской улице Тенро. На тот момент Ким Данъ Я был одним из руководителей фракции «Хваёхай», выступал против групп «Сеул» (вошла в состав ККП на её 2 съезде в 1926 году) и «М.Л. Дан».
В конце ноября 1925 в связи с арестом большинства членов ЦК партии и ЦК комсомола был вынужден покинуть Корею и приехал в Шанхай, где под непосредственным руководством Дальбюро ИККИ в Шанхае организовал центральный орган партии «Пуркочч» («Искра»), где работал как ответственный редактор. В мае 1926 нелегально выезжал в Корею для организации политической кампании в связи со смертью последнего короля Кореи.
В июле 1926 решением Восточного отдела ИККИ направлен партией в Москву на учёбу на Международных ленинских курсах, которые окончил в 1928 году. В 1927 переведён в члены ВКП(б). Принимал участие в VI конгрессе Коминтерна и в корейской комиссии, которая выработала «декабрьские тезисы» по корейскому вопросу. Учился в аспирантуре Коммунистического университета трудящихся Востока, затем был членом корейской фракции при Восточном отделе ИККИ.
В июне 1929 направлен ИККИ в Корею, работал в Сеул с июня по ноябрь. В октябре 1929 организовал оргкомитет для воссоздания компартии в Корее, секретарём которого был назначен. Но в конце ноября ввиду опасности ареста покинул страну и конце декабря прибыл во Владивосток, а в феврале 1930 в Москву. По решению ИККИ в апреле 1930 направлен в Шанхай, где должен был организовать политический журнал связи с Кореей, куда прибыл лишь середине сентября 1930 (в связи с провалами компартии внутри Кореи). В 1931 вместе с Цой Шен У возглавлял инициативную группу. Участвовал в организации сети распространения литературы и агентуры связи. Начал издавать журнал «Коммунист» и переправку его в Сеул. Однако после многочисленных провалов сети Ким Данъ Я был отозван в Москву.
По возвращении в Москву с февраля 1934 направлен на работу в КУТВ в качестве заведующего корейской секцией, где работал в течение трёх лет до ликвидацией корейской секции КУТВ в августе 1936 г. Работал редактором-переводчиком «Издательства товарищества иностранных рабочих».
5 ноября 1937 арестован НКВД по обвинению в «создании контрреволюционной, шпионской и террористической организации». На момент ареста проживал в Москве по ул. Ново-Переведеновская, д. 8. Военной коллегией Верховного суда СССР от 13 февраля 1938 года по обвинению по ст. 58-1 «а», 58-2, 58-8, 58-9 и 58-11 УК РСФСР осужден к расстрелу, с конфискацией имущества. Приговор приведен в исполнение 13 февраля 1938 года. Данные о месте захоронения отсутствуют. Реабилитирован в 1956 году, реабилитация подтверждена заключением Генеральной прокуратуры РФ от 16 января 2001 года.
Был женат на Чу Се Чук (кор. 주세죽), сын Виталий Ким и дочь.